# Expedició dels deu mil

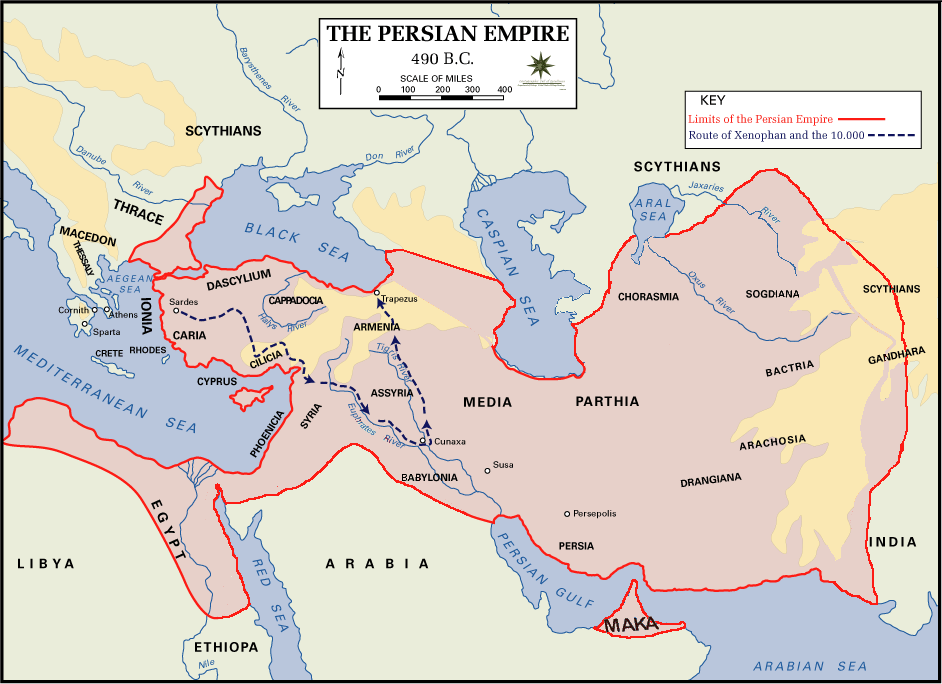
En línies puntejades, la ruta de Xenofont i els Deu Mil, arribant fins al cor de Pèrsia.

L'expedició dels deu mil va ser un campanya formada per contingents de mercenaris grecs, reclutats pel persa Cir el Jove, durant la revolta per obtenir el tron contra el seu germà gran, el rei aquemènida Artaxerxes II Memnon. L'expedició és relatada per Xenofont, que formà part d'ella, en la seva obra l'Anàbasi, i va tenir lloc entre el 401 i el 399 a. C.

## Disputa pel tron de Pèrsia
A la mort de Darios II de Pèrsia, el 404 a. C., el va succeir el seu fill Artaxerxes però el seu germà Cir, sàtrapa de Sardes, aspirava a ocupar el tron i es va revoltar el 404 aC però fou derrotat. Artaxerxes el va perdonar i el va confirmar com a sàtrapa de Sardes, però Cir no va deixar de conspirar i va començar a reclutar mercenaris grecs sota el comandament del general espartà Clearc: el 401 aC al front d'un exèrcit amb milers de grecs, va marxar cap a Babilònia, però el seu germà li va sortir al pas amb forces perses.

## Exèrcit
Segons Xenofont, el contingent persa estava format per 50.000 homes, i els mercenaris grecs per uns 12.000, distribuïts en:
- 1.000 hoplites, 800 peltastes tracis i 200 arquers cretencs sota el comandament de Clearc d'Esparta.
- 700 hoplites sota el comandament de Chirisophus d' Esparta
- 300 hoplites sota el comandament de Sosis de Siracusa
- 1.000 hoplites sota el comandament de Sofanet d'Arcàdia
- 4.000 hoplites sota el comandament de Xènies de Parràsia
- 1.500 hoplites i 500 peltastes sota el comandament de Proxè de Beòcia.
- 1.000 hoplites sota el comandament de Sofanet d'Estimfal
- 500 hoplites sota el comandament de Sòcrates d'Acaia.
- 300 hoplites i 300 peltastes sota el comandament de Pasió de Mègara
- 1.000 hoplites i 500 peltastes sota el comandament de Menó de Tessàlia

## Avanç en territori persa
Cir ocultà, al començament, l'objectiu de la seva expedició, ja que anuncià que volia sotmetre la regió rebeld de Pisídia.
L'exèrcit va sortir de Sardes i inicià la seva marxa cap a l'est a través de les terres de Cir mentre se li anaven unint més mercenaris. Posteriorment van travessar Cilícia i Síria sense tenir cap enfrontament amb les tropes d'Artaxerxes, avisat ja de la conspiració. Una vegada l'exèrcit va superar aquesta regió i arribà als límits de l'Éufrates, no va poder seguir amagant la veritat. Això va fer que els soldats s'indignessin en un primer moment, però la promesa de generoses pagues va calmar els seus ànims.

## La batalla

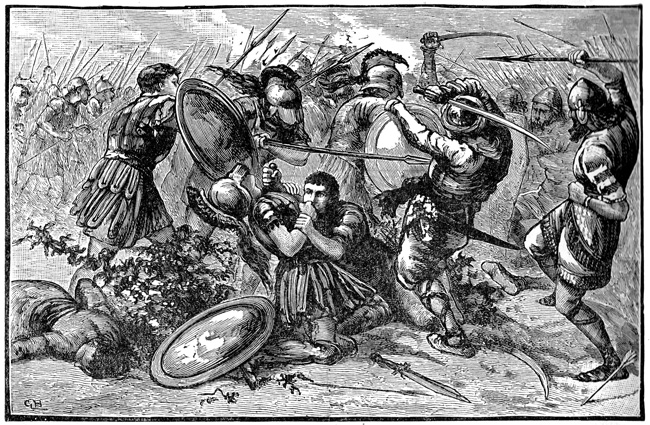
Batalla de Cunaxa

Finalment les tropes de Cir es van enfrontar a les d'Artaxerxes en la batalla de Cunaxa 401 a.C., a escassos quilòmetres de Babilònia. Segons Xenofont, el rei persa comptava amb unes tropes molt superiors a les dels mercenaris. El resultat fou una massacre, en la què Cir va trobar la mort quan encapçalava un atac directe contra la posició on es trobava el seu germà Artaxerxes.
A la mort de Cir, Clearc assumí el comandament en cap i es retirà, fins que, traïdorament arrestat amb els seus generals per Tissafernes, fou entregat a Artaxerxes i executat. Profundament internats en territori enemic, amb la major part dels seus generals morts, Xenofont va tenir un paper decisiu en encoratjar els deu mil soldats de l'exèrcit grec a moure's cap al nord fins al mar Negre en una retirada defensiva èpica.

## La retirada

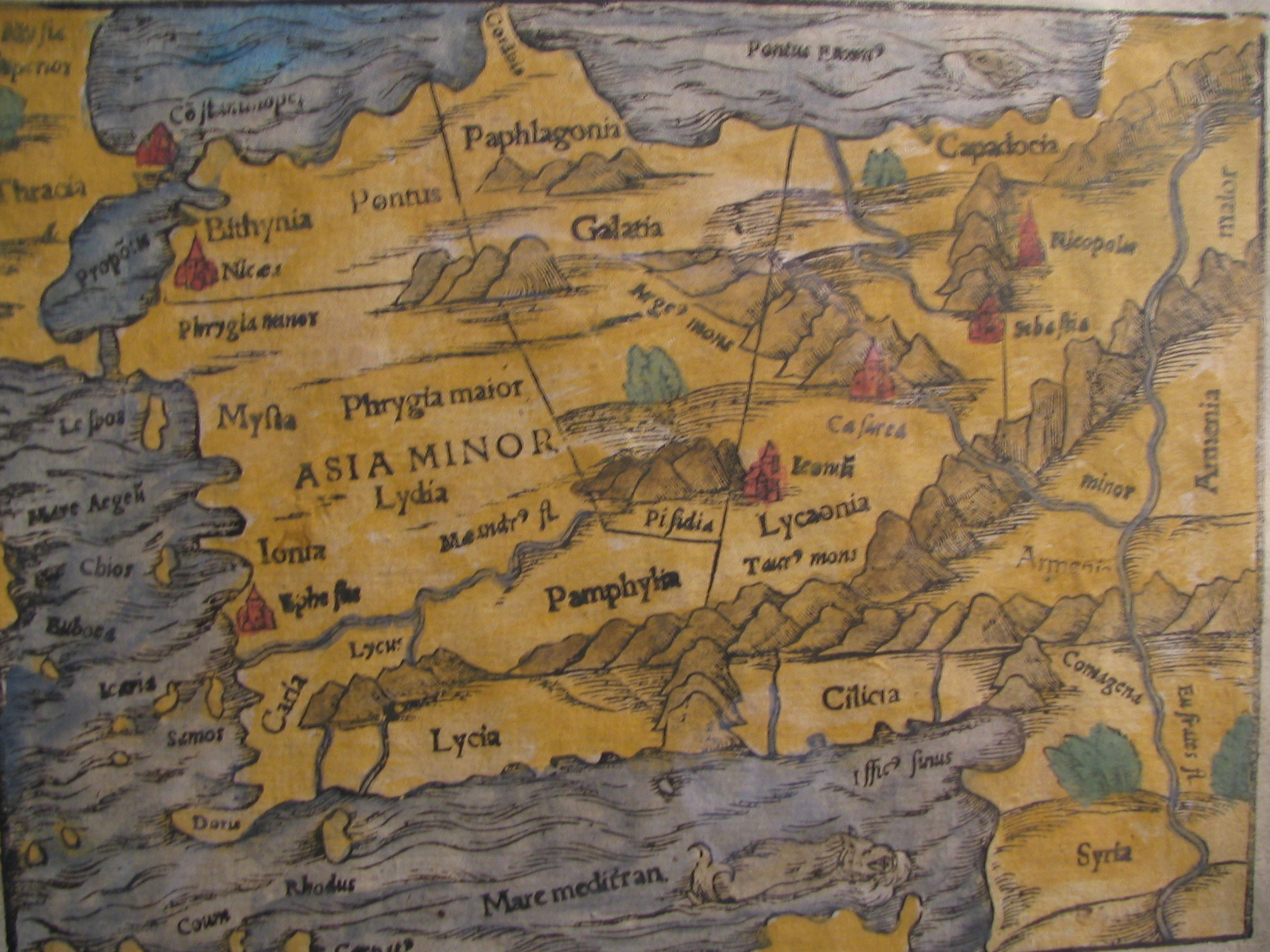
Mapa antic: el contingent grec es dirigiria cap al nord d'Àsia Menor per tornar cap a Grècia.

Primer travessaren el desert de Síria, Babilònia, després l'Armènia nevada, per tornar a la seva pàtria. Al final, després de diversos mesos de marxa i nombrosos enfrontaments amb els pobles dels territoris que creuaven, arribaren al mar Negre, a Trapezunte. És el moment que Xenofont explica a l'Anàbasi. en què criden «¡θάλασσα! ¡θάλασσα!, ¡Thalassa! ¡Thalassa!» («¡El mar! ¡El mar!)». Amb tot, encara els quedava 1.000 km por recórrer, amb escassetat de menjar i agua.
Els grecs van continuar la marxa cap a Paflagònia. Les ciutats gregues del litoral, enlloc d'acollir-los, els van mantenir a distància per por a possibles pillatges. La rebel·lió brotà a les seves files i els arcadis i aqueus acabaren per desertar. Tot i alguns rumors que Xenofont volia fundar una colònia, quedà refutat davant l'exèrcit constituït en assemblea.
Els grecs es van anar llogant al millor postor. Un dinasta traci es va negar a pagar-los; un general espartà, Tibró, els contractà per lluitar contra els sàtrapes Tisafernes i Farnabazos I, que amb la mort de Cir havien reprès el control de les ciutats gregues de Jònia. Els Deu mil, que dos anys després no eren més que 6.000, marxaren cap a Làmpsac i després a Pèrgam, on Xenofont cedí el comandament a Tibró.

## Conseqüències de l'expedició delsDeu mil

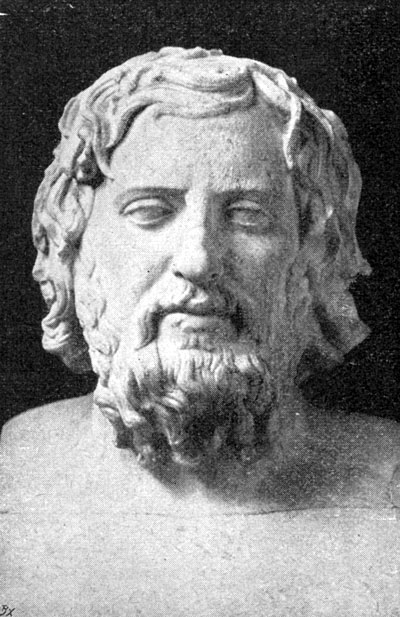
L'atenenc Xenofont. Escriptor i mercenari que participóà en l'Expedició. En tornar fou honrat a Esparta. Va escriure els seus anys viscuts en aquesta expedició a l'«Anàbasi»

El periple del contingent grec a través de l'Imperi persa va sorprendre als contemporanis de Xenofont. Era la primera vegada que un grup de grecs arribava a escapar-se del «cor de les tenebres» de Pèrsia, un imperi fins aleshores inviolat. L'expedició dels grecs va demostrar que aquest imperi, que havia envaït dues vegades Grècia durant les guerres mèdiques, no era potser, al cap i a la fi, tan temible.
Una petita tropa de mercenaris va aconseguir escapar de la venjança d' Artaxerxes i dels seus exèrcits al cor mateix del seu regne. El seu èxit, a més de demostrar la innegable superioritat militar dels grecs sobre els perses, va demostrar que era possible una expedició a les terres del Gran Rei.
Aquesta lliçó, narrada a l'Anàbasi, on queda en evidència l'evolució significativa dels mercenaris, i la notable arma letal que significava la unió de guerrers de diferents polis gregues complementant totes les tècniques, com va quedar reflectit al camp de batalla, serà recordada especialment per Alexandre el Gran, qui 70 anys després li va treure a Pèrsia tot el seu vast regne, amb un petit exèrcit de 40.000 aliats grecs.